# نسخه چهل‌ساله
نسخه چهل‌ساله یک فیلم کمدی آمریکایی محصول سال ۲۰۲۰ به نویسندگی، کارگردانی و تهیه کنندگی رادا بلنک است. در این فیلم بلانک، پیتر کیم، اسوین بنیامین و رید بیرنی به ایفای نقش می‌پردازند.
اولین نمایش جهانی فیلم در جشنواره فیلم ساندنس در ۲۵ ژانویه ۲۰۲۰ انجام داد، جایی که بلانک برنده جایزه کارگردانی مسابقه دراماتیک ایالات متحده شد. فیلم در ۹ اکتبر سال ۲۰۲۰، توسط نتفلیکس منتشر شد.

## بازیگران
- رادا بلنک در نقش رادا
- پیتر کیم در نقش آرچی
- اسوین بنیامین در نقش دی
- ایمانی لوئیس در نقش الین
- هاسکیری ولازکز در نقش روزا
- آنتونیو اورتیز در نقش والدو
- تی‌جی اتومز در نقش کمال
- یعقوب مینگ ترنت در نقش لامونت
- استیسی سرژانت در نقش استیسی
- ویلیام اولیور واتکینز در نقش مارکوس
- مگان اونیل در نقش جیمه
- آندره وارد در نقش فارست
- ولکر وایت در نقش جولی
- رید بیرنی در نقش جی ویتمن

## تولید
در اوت سال ۲۰۱۹، اعلام شد که رادا بلانک، پیتر کیم و اسوین بنیامین به همراه کارگردانی بلانک از فیلمنامه ای که وی نوشت و لنا وایت تهیه کنندگی آن را به بازیگران فیلم پیوستند. این عنوان نمایشی از کمدی باکره چهل‌ساله (۲۰۰۵) است.

## انتشار
اولین نمایش جهانی فیلم در جشنواره فیلم ساندنس در ۲۵ ژانویه سال ۲۰۲۰ بود. اندکی بعد، نتفلیکس حق توزیع فیلم را به دست آورد. فیلم در ۹ اکتبر ۲۰۲۰ منتشر شد.

## پذیرش

### پذیرش انتقادی
در بازدید راتن تومیتوز، این فیلم براساس ۵۶ بررسی، با میانگین امتیاز ۷٫۹۱ / ۱۰، دارای امتیاز تأیید ۹۸٪ است. در مورد اتفاق نظر منتقدان این وب سایت آمده‌است: «نسخه چهل ساله پنجره قانع کننده ای را برای فرار از زندگی زندگی این هنرمند باز می‌کند – و رادا بلانک، نویسنده، کارگردان، نویسنده، کارگردان، را با اولین نمایش خود به عنوان یک استعداد بزرگ فیلم‌سازی معرفی می‌کند.» متاکریتیک بر اساس ۲۰ منتقد، میانگین نمره وزنی ۸۱ از ۱۰۰ را به فیلم اختصاص داد که نشانگر «تحسین جهانی» است.

### جایزه‌ها
| جایزه               | تاریخ مراسم              | رده                                          | گیرنده(s) | نتیجه    | منا.  |
| ------------------- | ------------------------ | -------------------------------------------- | --------- | -------- | ----- |
| جشنواره فیلم ساندنس | جشنواره فیلم ساندنس ۲۰۲۰ | جایزه کارگردانی رقابت دراماتیک ایالات متحده  | رادا بلنک | برنده    | [ ۸ ] |
| جشنواره فیلم ساندنس | جشنواره فیلم ساندنس ۲۰۲۰ | جایزه بزرگ هیئت داوران دراماتیک ایالات متحده | رادا بلنک | نامزدشده | [ ۸ ] |